# Intoxicació per monòxid de carboni
La intoxicació per monòxid de carboni es produeix després de la inhalació suficient de monòxid de carboni (CO). El monòxid de carboni és un gas tòxic, però, en ser incolor, inodor, insípid, i en un principi no irritant, és molt difícil que sigui detectat per les persones. El monòxid de carboni és un producte de la combustió incompleta de matèria orgànica a causa de la falta d'oxigen que permeti l'oxidació completa a diòxid de carboni (CO₂). Sovint es produeixen en aparells de calefacció o calderes a la llar o a la indústria, brasers, generadors de corrent elèctric, vehicles de motor antics o eines amb motor de gasolina. L'exposició a 100 ppm o més pot ser perillosa per a la salut humana.
El monòxid de carboni, principalment provoca efectes adversos en els éssers humans mitjançant la combinació amb l'hemoglobina per formar carboxihemoglobina (COHb) en la sang. El monòxid de carboni té 230 vegades més afinitat a l'hemoglobina que l'oxigen, això provoca que el cos reemplaci l'oxigen dels glòbuls vermells per monòxid de carboni formant carboxihemoglobina. Reduint la capacitat de transport d'oxigen a la sang, ens porta a un estat d'hipòxia. A més, es creu que la mioglobina i el citocrom oxidasa mitocondrial queden afectats negativament.
El tractament de la intoxicació consisteix sobretot en l'administració d'oxigen al 100% directament o de forma hiperbàrica.
Per entendre l'efecte i la rapidesa del tractament en els casos d'intoxicació per monòxid de carboni hem de fixar-nos amb les dades següents. Una persona intoxicada i que respira aire de l'ambient, tarda a netejar el 50% de la carboxihemoglobina unes 6 hores. Si l'intoxicat respira oxigen al 50% a través d'una mascareta, tarda 90 minuts a eliminar el 50% de la carboxihemoglobina. Si finalment es posa el pacient intoxicat dins la cambra hiperbàrica, en només 24 minuts s'elimina el 50% de la carboxihemoglobina.
Dins la cambra hiperbàrica s'inverteix el procediment que fa el monòxid de carboni dins l'organisme. Els pacients respiren oxigen a una concentració aproximada del 100% i a una pressió habitualment de 2,5 atm. El fet d'haver-hi més quantitat d'oxigen i a més pressió en el torren sanguini, fa que l'oxigen s'uneixi a l'hemoglobina tot desprenen el monòxid de carboni i expulsant-lo a l'exterior.
Els símptomes d'intoxicació aguda lleu inclouen confusió, marejos, mal de cap, vertigen, i efectes similars a la grip, les exposicions més grans poden conduir a una toxicitat important del sistema nerviós central i el cor, i produir fins i tot la mort. Després de la intoxicació aguda, sovint poden succeir seqüeles a llarg termini. El monòxid de carboni també pot tenir efectes greus en el fetus d'una dona embarassada. L'exposició crònica a baixos nivells de monòxid de carboni pot portar a la depressió, confusió i pèrdua de memòria.